# صالح بن أحمد بن حنبل
أبو الفضل صالح بن أحمد بن محمد بن حنبل هلال بن أسد الشيباني (203 هـ - 266 هـ)، وهو أكبر أولاد أحمد بن حنبل وقاضي أصبهان. نشأ بين يدي أبيه أحمد بن حنبل وأخذ عنه، ثم ولي القضاء بأصبهان وتوفي فيها.

## سيرته
ولد ببغداد سنة 204 هـ ونشأ بها.
اهتم أحمد بن حنبل بتعليم صالح كما اهتم بتربيته، فكان صالح إذا غاب انتظره لئلا يفوته السماع، لكن صالحا كان معيلا، وبلي بعيال على حداثته، ولذلك كثر تخلفه عن السماع.
وكان أحمد بن حنبل يوجهه إلى الرحلة في طلب العلم، ويحثه على السماع، بل ويسأله عمن سمع وعمن لم يسمع. قال ابن أبي حاتم في ترجمة عمرو بن مرزوق الباهلي: «قال أحمد بن حنبل لابنه صالح حين قدم من البصرة: لم لم تكتب عن عمرو بن مرزوق؟ فقال: نهيت، فقال: إن عفان كان يرضاه، ومن الذي كان يرضى عفان، كان عمرو صاحب غزو وخير».
وقد سمع المسند كاملا من أبيه أحمد. وقرأ أحمد وعلى بعض أصحابه "كتاب الإرجاء" في السجن. وسمع منه صالح كتاب "الأسامي والكنى"، و"طاعة الرسول" و"المسائل" وغيرها من الكتب، وتفقه عليه حتى بلغ رتبة القاضي في ذلك الوقت.
تولى قضاء بطرسوس ثم بأصبهان.
توفي صالح في أصبهان عام 266 هـ (الموافق 879م)، وقيل: 265 هـ، قال ابن أبي يعلى: «والتاريخ الأول أصح». ودفن بقرب قبر حممة بن أبي حممة الدوسي صاحب رسول الله صلى الله عليه وسلم.

## شيوخه
من شيوخه:
- أحمد بن حنبل
- جعفر بن محمد بن عيسى بن الطباع
- عبد الله بن أبي بكر العتكي
- عفان بن مسلم
- علي بن المديني
- أبو الوليد الطيالسي

## تلاميذه
من تلاميذه:
- أبو بكر الخلال
- ابنه زهير بن صالح
- عبد الرحمن بن أبي حاتم
- أبو القاسم البغوي
- أبو بكر الخرائطي
- أبو بكر بن أبي عاصم
- ابن صاعد
- محمد بن مخلد
- الحسن الحصائري
- أحمد بن محمد بن يحيى القصار

## مؤلفاته
له من المصنفات:
- مسائل الإمام أحمد بن حنبل رواية ابن أبي الفضل صالح (مسائل صالح).
- سيرة الإمام أحمد (مناقب الإمام أحمد).